# Лосось у посудомийці

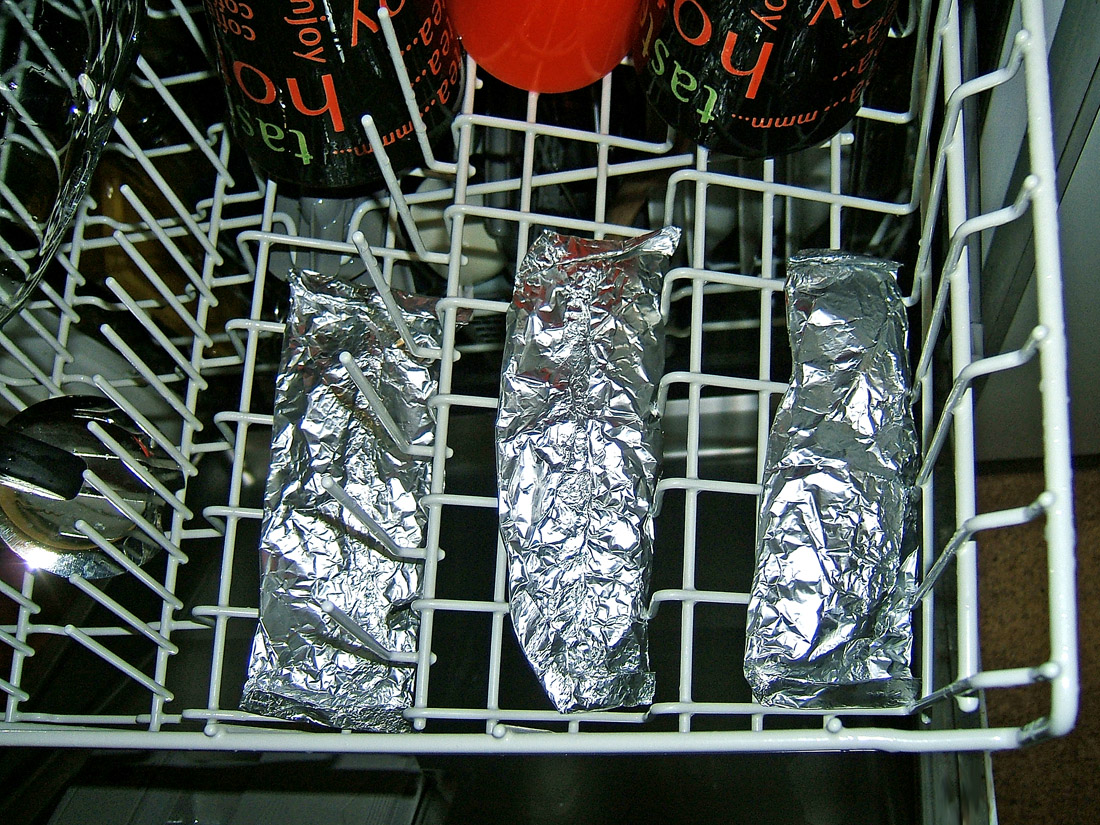
Шматки риби, загорнуті у фольгу перед приготуванням

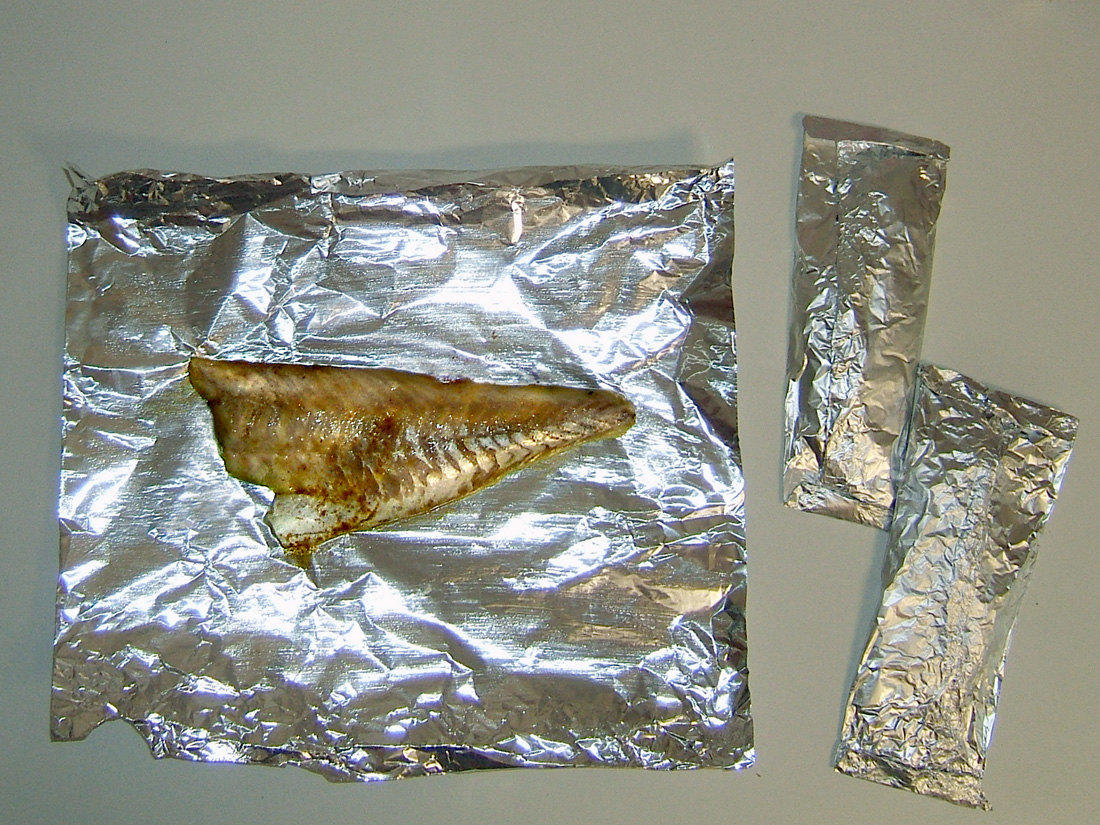
Готова страва

Лосось у посудомийці — рибна страва, приготована у посудомийній машині за допомогою тепла, що виділяється під час її роботи.

## Застереження
Компанії-виробники посудомийних машин і журнал Consumer Reports рекомендували не готувати лососів і взагалі жодних риб у посудомийних машинах, оскільки посудомийні машини просто не розраховані на приготування їжі, у посудомийних машинах температура не така стабільна, як у плитах, і невідомо, чи нагріватимуть посудомийні машини рибу достатньо, щоб знищити патогени. Результатом може стати харчове отруєння.

## Спосіб приготування
Шматки лосося приправляють спеціями, щільно загортають щонайменше у два шари алюмінієвої фольги та кладуть у посудомийну машину. Посудомийна машина встановлюється на виконання повного звичайного циклу, іноді з додаванням циклу сушіння з підігрівом. Лосось смажиться, готується на пару та запікається. Перевага методу в тому, що їжа не має запаху. Ніщо не заважає мити посуд одночасно, якщо пакування досить герметичне.

## Історія
Таке приготування форелі в посудомийній машині продемонстрував Вінсент Прайс у 1975 році під час виступу в The Tonight Show з Джонні Карсоном. Прайс представив його як «страву, яку може приготувати будь-який бевзь».
Приготування страви було представлено в канадській кулінарній програмі The Surreal Gourmet, яку веде Боб Блумер у 2002 році. Репортажі про страву опублікували The Wall Street Journal, NBC, BBC, Vogue CHOICE і CBS News, які взяли інтерв’ю у Кім Дуглас про книгу «Чорна книга голлівудської дієти». де описана ця страва.